# المعم (عمامة نجدية)
المعمّ النجدي أو العمامة النجدية هي إحدى أغطية الرأس التي ترتديها بادية نجد فوق الشماغ أو الغترة، يستخدمها الشيوخ ورجال الدين، واشتهر بارتدائها إخوان من أطاع الله.

## وصفها
يستخدمها الشيوخ ورجال الدين، وتشبه العصابة بطريقة ارتدائها، وسميت "بالمعّم" لأنها على شكل عمامة. وتصنع من قماش قطني خفيف مثل الخام الخفيف أو البوال أو الشاش، وقد تصنع من الأقمشة المتوسطة السُمك مثل قماش الساحلي أو جاوه. والمعمّ قطعة مستطيلة من القماش أبيض اللون، يبلغ طولها حوالي مترين، وعرضها نصف متر (شبرين) تُلف فوق الرأس لفتين أو ثلاث وطرفها يتم إدخاله بين اللفات، أو تُعقد من الخلف. وقد يستخدم تحتها طاقية بيضاء، ويستخدم المعم في حالة عدم ارتداء العقال. واشتهر بلبسها إخوان من أطاع الله.